# Rohrbach Ro VI
Die Rohrbach Ro VI Inflexible war ein experimentelles Ganzmetallflugzeug der 1920er Jahre und ein Gemeinschaftsprojekt der deutschen Rohrbach Metallflugzeugbau GmbH mit der William Beardmore and Company im schottischen Dalmuir, weshalb sie auch als Beardmore BeRo.1 Inflexible bezeichnet wird.

## Entwicklung
Nach dem Ersten Weltkrieg und am Anfang der 1920er Jahre bestanden die Erzeugnisse der britischen Flugzeugindustrie zum größten Teil aus klassischen Holzkonstruktionen mit Stoffbespannung. Da das Luftfahrtministerium (Air Ministry) aber an den zu dieser Zeit aufkommenden Ganzmetallflugzeugen, die speziell in Deutschland von Rohrbach und Junkers entwickelt wurden, sehr interessiert war, regte es bei Beardmore die Konstruktion eines solchen Typs in Kooperation mit Rohrbach an. Da der Flugzeugbau in Deutschland nach den Bestimmungen des Versailler Vertrages jedoch verboten war, erfolgte die Zusammenarbeit über das aus diesem Grund in Kopenhagen gegründete Rohrbach’sche Tochterunternehmen Rohrbach Metal Aeroplan Co. A.S. Beardmore wurde 1923 der offizielle Auftrag Nr. 445337/23 zur Entwicklung eines Ganzmetall-Landflugzeuges erteilt, den das Air Ministry zuvor in der Spezifizierung Nr. 18/23 formuliert hatte. Im Jahr darauf wurde der Auftrag noch auf ein Ganzmetall-Flugboot ausgedehnt, der späteren Rohrbach Inverness.
Die Entwurfsarbeiten begannen nach dem Vertragsabschluss von Beardmore mit Rohrbach im Sommer 1924 und wurden im Entwicklungsbüro von Rohrbach in der Berliner Friedrichstraße durchgeführt. Die Planungsphase wurde im Juli 1925 abgeschlossen und die Bauzeichnungen anschließend an Beardmore übergeben. Die Umsetzung war von Anfang an mit großen Schwierigkeiten verbunden. Der britische Konstrukteur W. S. Shackleton arbeitete die Pläne um und passte sie den britischen Baunormen an. Dies führte zu Differenzen mit den Entwicklern von Rohrbach, die sich aus dem Projekt zurückzogen, so dass die britische Seite letzten Endes die Konstruktion allein umsetzen musste. Der 1926 in das Unternehmen eingetretene Manager Rollo de Haga Haig führte weitere Umkonstruktionen durch. Probleme bei der Materialbeschaffung sowie der Generalstreik von 1926 trugen zur Verzögerung bei. Dem Rechnung tragend schied Shackleton aus dem Projekt aus. Aus unerfindlichen Gründen erhielt die Inflexible noch weit vor dem Bauabschluss und Erstflug, und obwohl sie vom Air Ministry in Auftrag gegeben worden war, am 29. Dezember 1925 die zivile Registrierung G–EBNG, die allerdings am 12. Juli 1927, wiederum noch vor dem ersten Flug, wieder entzogen wurde. Stattdessen erhielt sie die militärische Nummer J7557. Im Herbst 1927 waren die Arbeiten so weit gediehen, dass die Inflexible zur Endmontage ins Forschungszentrum des Air Ministry nach Martlesham Heath überführt werden konnte. Dies geschah im ersten Teil auf dem Seeweg bis zum Hafen von Ipswich; dort wurden die 18,6 m und 12,5 m messenden Bauteile mit Hilfe der dort vorhandenen 10-t-Ladekräne für den weiteren Landtransport auf einen Schwerlasttransporter verladen. Probehalber war das Flugzeug zuvor schon in Dalmuir zusammengesetzt worden.
Anfang des Jahres 1928 war die Montage vollendet und mit der Rollerprobung begonnen. In der Annahme, die Ro VI benötige aufgrund ihrer Größe eine besonders lange Startrollstrecke, wurde die Martleshamer Start- und Landebahn vorsorglich verlängert. Der Erstflug verzögerte sich allerdings aufgrund schlechter Wetterbedingungen und konnte erst am 5. März durch Jack Noakes durchgeführt werden. Dabei zeigte sich, dass für das Flugzeug die normale Startbahnlänge ausreichend war. Noack bescheinigte dem Typ gute Steuerbarkeit und Stabilität um die Nickachse. Allerdings hielt er die Ro VI für untermotorisiert, was sich unter anderem in der zu schlechten Steigleistung niederschlug: die Inflexible benötigte eine volle dreiviertel Stunde, um ihre Gipfelhöhe von 3.000 m zu erreichen. Die Erprobung ergab außerdem mit 14.200 kg eine viel zu geringe Startmasse für ein Flugzeug dieser Größenordnung bei lediglich 590 kg Nutzlast. Die Ausmaße selbst brachten am Boden weitere Probleme mit sich. Da sich die Tore der zur Unterbringung benötigten Halle für die Spannweite von knapp 48 m als zu klein erwiesen, musste das Flugzeug auf drei eigens angefertigten Rangierwagen platziert und seitwärts hineingeschoben werden. Das Rollen aus eigener Kraft hingegen wurde wegen des ausgeklügelten Bremssystems (siehe „Konstruktion“) als sehr gut bewertet. Die Steuerbarkeit im Flug wurde als gut beschrieben, allerdings nicht bei böigem Wetter, wo sich eine geringe Wirksamkeit der Ruderflächen bemerkbar machte. Im Allgemeinen war die Flugstabilität aber zufriedenstellend.
Während der Erprobung wurde die Ro VI auch bei öffentlichen Veranstaltungen vorgeführt, so geschehen am 30. Juni 1928 beim Royal Air Force Display in Hendon, wo sie dem Publikum als „Experimentalbomber“ präsentiert wurde, was im Folgenden immer wieder zu (nicht zutreffenden) Spekulationen über eine vorgesehene militärische Verwendung führte. Auch im darauffolgenden Jahr war der Prototyp Bestandteil mehrerer Flugschauen und wurde anlässlich zur Eröffnung des Hull Municipal Aerodrome am 1. Oktober 1929 auch dem anwesenden Prinzen Georg vorgeführt. Nachdem die Erprobung ihren Abschluss gefunden hatte, wurde die Inflexible im Januar 1930 zerlegt. Die Zelle fand für statische Belastungsversuche Verwendung und größere Einzelteile wie die Tragflächen wurden für Korrosionstests genutzt. Am Ende diente der in Martlesham verbliebene Rumpf noch als Witterungsschutz für die Flugplatzwache.
Durch die mehrjährige Bau- und Entwicklungsphase war die Ro VI zum Zeitpunkt ihrer Entstehung bereits veraltet, doch bot sie dem Air Ministry zusammen mit der parallel entworfenen Rohrbach Inverness einige wichtige Erkenntnisse im Bau von freitragenden Großflugzeugen aus Ganzmetall.

## Konstruktion

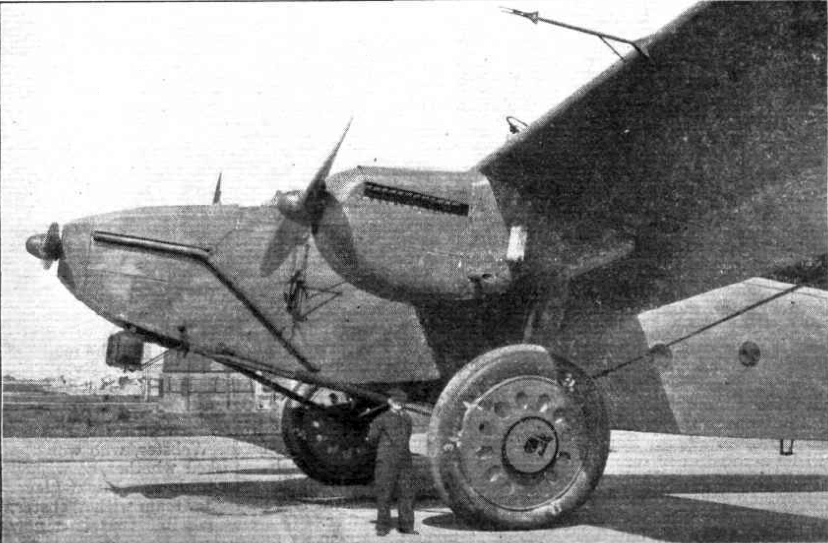
Die Ro VI in Martlesham

Die Ro VI Inflexible war ein halbfreitragender Schulterdecker in Ganzmetallbauweise. Der kastenförmige Rumpf mit rechteckigem Querschnitt bestand aus vier Hohllängsträgern und Rahmenspanten aus Duraluminium mit genieteter Glattblech-Außenbeplankung. Er war in zwei etwa 12,5 m lange Segmente gegliedert, die bei der Endmontage mittels Bolzen zusammengefügt wurden. Die Führerkabine war offen und mit zwei nebeneinander liegenden Sitzen mit Doppelsteuer ausgestattet. Davor befand sich das durch ein Brandschott abgeteilte mittlere Triebwerk mit Öltank in einem Dural-Motorträger. Vom Besatzungsraum führte ein Gang bis hin zum Heck, betretbar durch eine Tür auf der hinteren Steuerbordseite.
Die in Form und Tiefe gleichbleibende Tragfläche hoher Streckung war dreiteilig ausgeführt und bestand aus dem Mittelstück, dessen Kastenträger durch Bolzen an die Rumpfkonstruktion angeschlossen waren, und den beiden 18,5 m langen Außenflächen. Sie besaß eine relativ hohe V-Stellung von 6° und wurde durch zwei Trossen mit je 35 t Zugkraft auf etwa 2/3 des Kastenholmes von dessen Hinterkante bis hin zum Untergurt des Rumpfes mit 1,5 t Vorspannung abgefangen, um Schwingungen zu vermeiden. Das Tragwerk bestand zwei Fachwerk-Kastenholmen, die im hinteren Mittelstück als zwei Hauptkraftstoffbehälter mit je 415 l Fassungsvermögen ausgebildet waren. Davor befanden sich die Öltanks für die Außenmotoren sowie in den Nasenkästen zwei zusätzliche Fallbehälter für jeweils 415 l. Nasen- und Endrippenkästen waren klappbar an Scharnieren befestigt. Da sich bei Windkanalversuchen in Farnborough herausgestellt hatte, dass die über die halbe Spannweite laufenden und mit Hornausgleich versehenen Querruder überdimensioniert waren, erhielten sie zur Ansteuerung Servomotoren.
Das Leitwerk der Inflexible war freitragend mit rechteckigen Duralgerüsten ausgeführt. Die Seitenflosse war auf den Rumpf aufgesetzt; sie war nach den erwähnten Windkanalversuchen vergrößert worden. Als Besonderheit war sie mit einem Flettner-Ruder ausgestattet, das etwa zwei Meter über die Hinterkante des Seitenruders nach hinten ragte. Das Höhenleitwerk besaß geteilte Höhenruder, die wie die Querruder mit Hornausgleichen ausgestattet und servounterstützt waren.
Der Schulterdecker wurden von drei Rolls-Royce-Zwölfzylindermotoren, die auf starre Holzluftschrauben wirkten, angetrieben. Anfangs fanden Condor II mit 600 PS Verwendung, später wurde zu stärkeren Condor IIIa mit 650 PS gewechselt. Die dazugehörigen Kühler der äußeren Triebwerk befanden sich zwischen Rumpf und Motorgondeln an der Tragflächenunterseite, der Kühler des Mittelmotors im Bug direkt unterhalb des Antriebes.
Als Herausforderung stellte sich die Konstruktion des Fahrwerks der Ro VI heraus, das, so leicht wie möglich gehalten, trotzdem in der Lage sein sollte, die auf fast 17.000 kg berechnete Flugmasse des Flugzeugs abzufangen. Es bestand aus zwei am Unterflügel mit Schraubenfedern angeschlossenen Teleskopstangen mit Öldruckfederung, den geteilten, an den unteren Rumpfgurten angelenkten Achsen und zwei zum Bug hin angeschlossenen Einzelstreben. Die beiden Haupträder besaßen einen Durchmesser von 2,3 m und waren, erstmals bei einem Flugzeugfahrwerk, hydraulisch-mechanisch abgebremst. Das Bremssystem, bei dem die Bremszylinder der Haupt- und Spornräder über Seilzüge miteinander gekoppelt waren, war von Kurt Tank vorgeschlagen und von Dunlop entwickelt worden. Solange sich das Flugzeug in der Luft befand, war es inaktiv, sobald aber das Spornrad bei der Landung den Boden berührte, wurden dessen Bremszylinder automatisch aktiviert, die den Bremsimpuls an die Bremstrommeln an den Außenseiten der Haupträder weitergaben. Löste sich das Spornrad wieder vom Boden, etwa durch zu starkes Abbremsen, wurde der Bremsdruck sofort verringert, was einen Kopfstand oder gar Überschlag praktisch unmöglich machte. Die Haupträder mit 7,8 m Spurbreite bestanden aus Stahlfelgen und -naben, verbunden durch Speichen aus Duraluminium und mit gelochten Blenden versehen. Sie trugen Dunlop-Bereifung, deren Gewicht sich allein durch Aufpumpen um 32 kg erhöhte. Die Haupträder waren anfangs zu schwach ausgelegt worden und mussten von Dunlop in Zusammenarbeit mit Beardmore überarbeitet werden.

## Technische Daten
| Kenngröße                  | Daten                                                                   |
| -------------------------- | ----------------------------------------------------------------------- |
| Besatzung                  | 2                                                                       |
| Spannweite                 | 47,90 m                                                                 |
| Länge                      | 22,95 m 25,00 m mit Flettner-Ruder                                      |
| Höhe                       | 6,61 m                                                                  |
| Flügelfläche               | 182,8 m²                                                                |
| Flügeltiefe                | 3,68 m                                                                  |
| Flügelstreckung            | 12,55                                                                   |
| V-Form                     | 6°                                                                      |
| Flächenbelastung           | 91,8 kg/m²                                                              |
| Leistungsbelastung         | 7,8 kg/PS                                                               |
| Flächenleistung            | 11,8 PS/m²                                                              |
| Leermasse                  | 9.380 kg                                                                |
| Rüstmasse                  | 11.300                                                                  |
| Nutzlast                   | 590 kg                                                                  |
| Startmasse                 | 14.200 kg (erflogen) 16.780 kg (errechnet)                              |
| Antrieb                    | drei wassergekühlte Zwölfzylinder-V-Motoren Rolls-Royce Condor II       |
| Leistung                   | je 600 PS (441 kW)                                                      |
| Höchstgeschwindigkeit      | 180 km/h in Bodennähe 150 km/h in 1.500 m Höhe 120 km/h in 3.000 m Höhe |
| Landegeschwindigkeit       | 102 km/h                                                                |
| Steiggeschwindigkeit       | 2,22 m/s in 600 m Höhe                                                  |
| Steigzeit                  | 12 min auf 1.000 m Höhe 45 min auf 3.000 m Höhe                         |
| Gipfelhöhe                 | 3.000 m (praktisch) 3.800 m (theoretisch)                               |
| Reichweite                 | 1.600 km                                                                |
| Startrollstrecke           | 275–310 m                                                               |
| Startstrecke auf 15 m Höhe | 775 m                                                                   |
| Landerollstrecke           | 325 m (gebremst) 490 m (ungebremst)                                     |